# 光劇場
光劇場（ひかりげきじょう）は、かつて岡山県笠岡市北木島町7887-52にあった映画館。北木光映劇、ひかり劇場、光映画劇場ともいう。
昭和20年代末頃に開館し、1967年（昭和42年）頃に閉館した。経営者は赤瀬光。2015年（平成27年）以降には光劇場友の会によって見学施設となっており、2019年（令和元年）には日本遺産「日本の礎を築いた せとうち備讃諸島～」の構成文化財の一つに認定された。

## 歴史

### 北木島の繁栄
北木島は笠岡諸島で最大の面積と人口を有する離島であり、特に近代以降には花崗岩の北木石の採石業で栄えた。北木島における採石業の最盛期は1950年代であり、1955年（昭和30年）の国勢調査によると北木島は5,889人の人口を有していた上に、島内には120か所もの丁場（採石場）が存在した。

### 光劇場

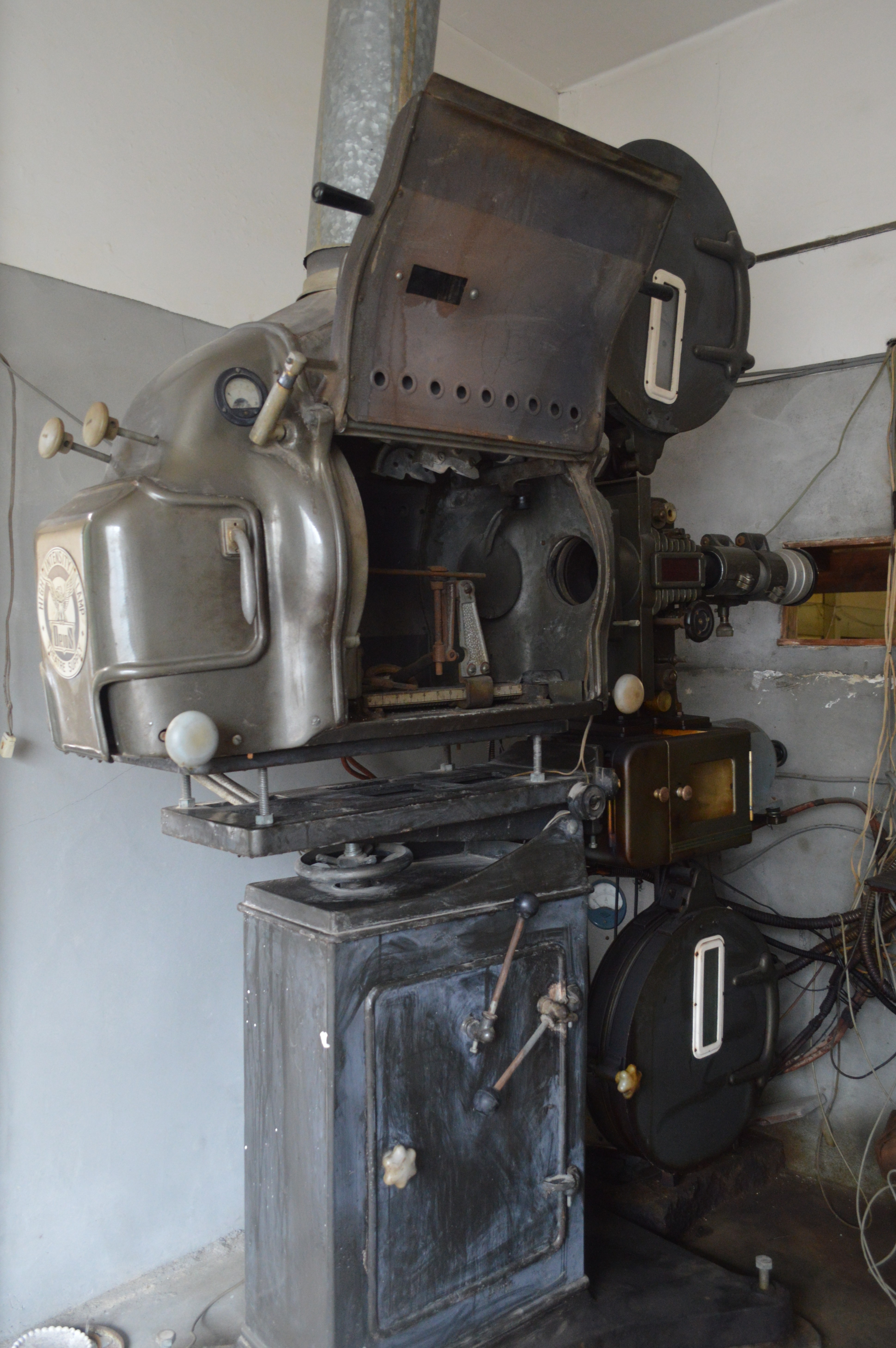
映写機

映画黄金期の北木島には4館の映画館があり、島北部の金風呂地区には光劇場とOK劇場（港劇場）の2館があった。笠岡市は光劇場の開館を昭和20年代末としている。1965年（昭和40年）の『映画便覧』（映画館名簿）によると経営者は赤瀬光であり、木造2階建で定員300の映画館だった。光劇場の名称は経営者の名前に由来している。赤瀬は醤油商などを経て映画館経営に着手した人物であり、1970年代初頭から1990年代中頃には笠岡市議会議員も務めていた。
開館当初の客席は長椅子だったが、後に一般的な1人掛け椅子に交換された。営業は一週間のうち土日の2日間程度であり、小林旭や赤木圭一郎らが主演する日活作品などを上映していた。館内ではポップコーンではなくいかり豆が食されていた。笠岡市は光劇場の閉館を1967年（昭和42年）頃としている。『笠岡シネマ風土記』著者の世良利和は、光劇場の廃業は1960年代前半であると推測している。もとは旧道側に入口があった。

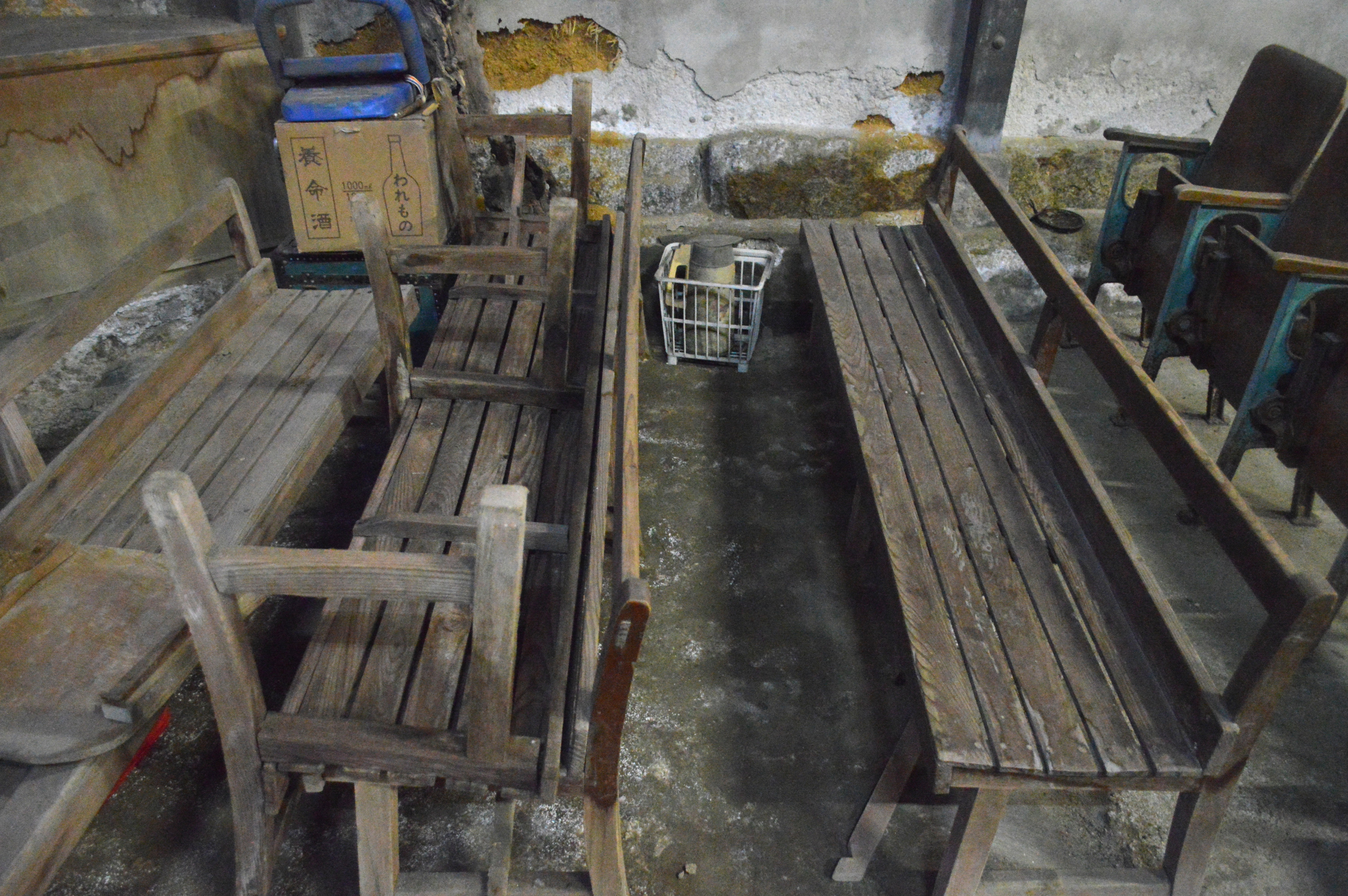
長椅子
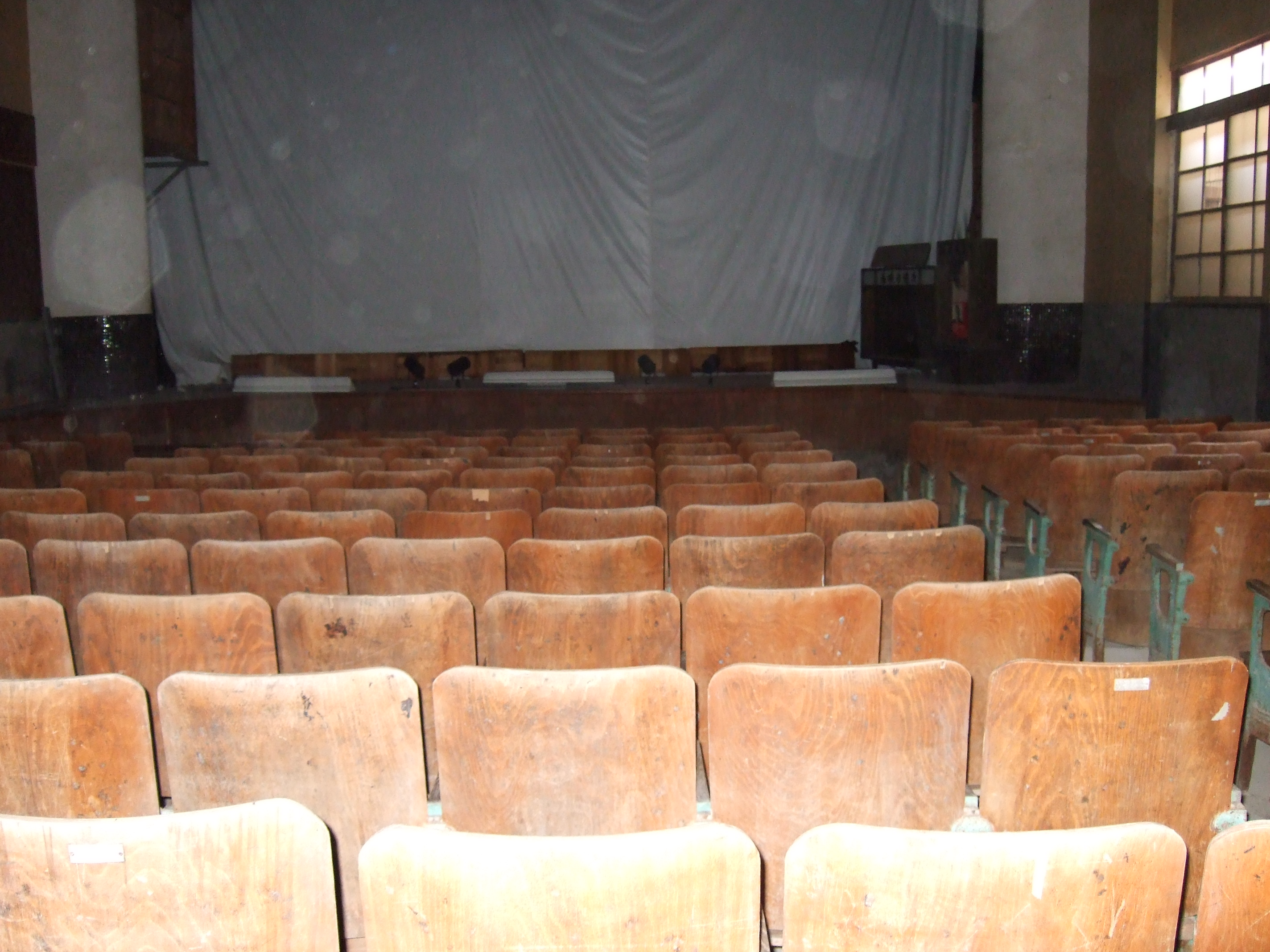
1人掛け椅子
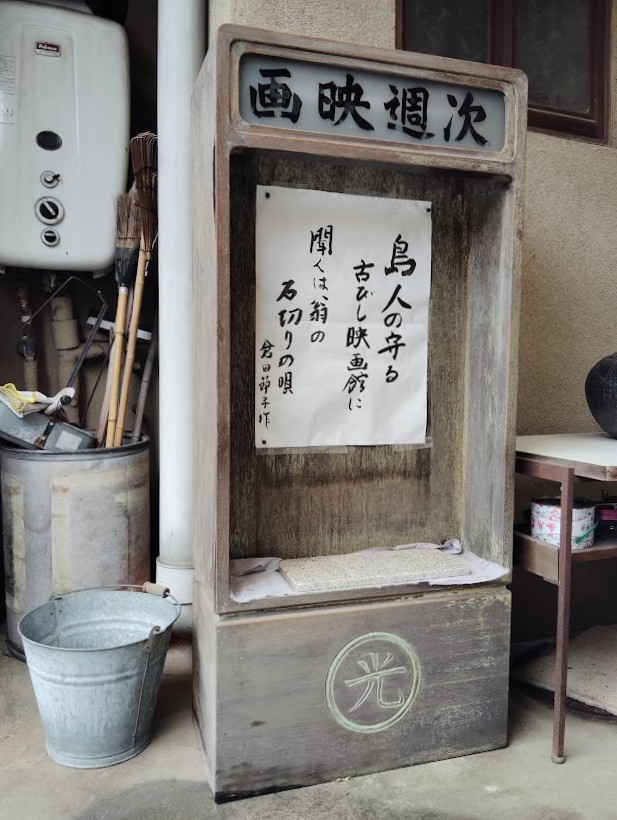
次週映画上映案内

### 保存と活用
2014年（平成26年）には建物の修復再生プロジェクト「北木ノースデザインプロジェクト」が行われ、プロジェクト参加者によって光劇場が“発見”された。プロジェクトで製作された映像の上映場所とするために、2015年（平成27年）4月20日には光劇場復活友の会（後の光劇場友の会）が結成され、地域活性化の拠点としての利用が開始された。光劇場の館内には木製椅子や2台の映写機が現存している。
2019年（令和元年）には「日本の礎を築いた せとうち備讃諸島～」が日本遺産に選定され、「旧映画館『光劇場』」が構成文化財の一つに認定された。2021年（令和3年）5月10日、産業遺産学会によって推薦産業遺産に認定された。この際には光劇場友の会が功労賞を受賞している。2023年（令和5年）、縦5メートル×横9メートルのスクリーンの張替えが行われ、8月13日には北木島に伝わる盆踊りを記録したドキュメンタリー作品『鳶と烏』が上映された。

## 現地情報
所在地
- 714-0301 岡山県笠岡市北木島町7887-52

交通アクセス
- 北木島金風呂港から徒歩5分[2]